# Jana Mittún
Jana Mittún (* 24. November 2003) ist eine Handballspielerin von den Färöern, die für die färöische Nationalmannschaft aufläuft.

## Karriere

### Im Verein
Mittún spielte in ihrer Jugend Handball sowie Fußball. Mit der Fußballmannschaft von B36 Tórshavn gewann sie im Jahr 2018 in der Altersklasse U-18 den färöischen Pokal. Mit den Handballerinnen von H71 erreichte sie in der Saison 2021/22 das Viertelfinale des EHF European Cups. In diesem Wettbewerb erzielte sie insgesamt 48 Treffer. In derselben Spielzeit gewann sie mit H71 die färöische Meisterschaft. Seit der Saison 2023/24 steht sie beim dänischen Erstligisten Viborg HK unter Vertrag.

### In Auswahlmannschaften
Mittún gehörte dem Kader der färöischen Jugend- und Juniorinnennationalmannschaft an. Am 6. Oktober 2021 gab Mittún für die färöische Nationalmannschaft im Alter von 17 Jahren gegen die rumänische Auswahl ihr Länderspieldebüt, in dem sie vier Tore warf.

## Sonstiges
Ihre Brüder Óli Mittún und Pauli Mittún sowie ihre Cousins Elias Ellefsen á Skipagøtu und Rói Ellefsen á Skipagøtu spielen ebenfalls Handball.
Die färöische Post gab im Briefmarkenjahr 2025 eine Jana Mittún gewidmete Briefmarke im Wert von 48 kr heraus.